# Lễ tưởng niệm hòa bình Hiroshima
Lễ tưởng niệm hòa bình Hiroshima là một buổi cầu nguyện hàng năm của Nhật Bản. 
Vào ngày 6 tháng 8 hàng năm, "Ngày bom A", thành phố Hiroshima tổ chức Lễ tưởng niệm hòa bình để cầu siêu các nạn nhân của bom nguyên tử và cầu nguyện cho việc thực hiện hòa bình thế giới lâu dài. Buổi lễ được tổ chức trước Đài tưởng niệm Cenotaph trong Công viên Tưởng niệm Hòa bình Hiroshima. Những người tham gia bao gồm gia đình của người chết và người từ khắp nơi trên thế giới. Buổi lễ đầu tiên được tổ chức vào năm 1947 bởi Thị trưởng thành phố Hiroshima Shinzo Hamai.
Năm 2010, John V. Roos trở thành đại sứ Hoa Kỳ đầu tiên tại Nhật Bản tham dự buổi lễ, mở đường cho chuyến thăm lịch sử tới thành phố Hiroshima của Tổng thống Barack Obama sau đó sáu năm.